# فرانک الکساندر (بازیگر)
فرانک الکساندر (انگلیسی: Frank Alexander; ۲۵ مهٔ ۱۸۷۹ – ۸ سپتامبر ۱۹۳۷) بازیگر و کمدین اهل کشور ایالات متحده آمریکا بود. وی در فیلم‌های صامت بازی می‌کرد. این بازیگر به مرض چاقی مبتلا بود و ۳۵۰ پوند وزن داشت.

## بخشی از فیلمشناسی
- در کنار امواج غم‌زده دریا (۱۹۱۷)
- رینبو آیلند (۱۹۱۷)
- آلمانی‌ها و جاسوس‌ها (۱۹۱۸)
- نمایش (۱۹۲۲)
- مراقبت ملال‌انگیز (۱۹۱۹)
- کارگر صحنه (۱۹۲۰)
- کید اسپید (۱۹۲۴)
- دلقک تمام‌عیار (۱۹۲۵)
- تحصیلدار (۱۹۲۱)
- کارگاه چوب‌بری (۱۹۲۲)
- زود باش! (۱۹۲۵)
- جادوگر شهر از (۱۹۲۵)
- دوست پسرش (۱۹۲۴)
- پیشخدمت (۱۹۲۱)
- بلاگردان (فیلم ۱۹۲۱) (۱۹۲۱)
- دکان نانوایی (۱۹۲۱)
- خرس‌ها و مردمان بد (۱۹۱۸)